# Поляризуемость
Поляризу́емость — физическое свойство веществ приобретать электрический или магнитный дипольный момент во внешнем электромагнитном поле. 
Электрическая поляризуемость среды количественно характеризуется диэлектрической восприимчивостью {\displaystyle \chi _{e}} — коэффициентом линейной связи между поляризованностью P диэлектрика и электрическим полем E (подразумевается, что поле достаточно слабое); {\displaystyle \varepsilon _{0}} — электрическая постоянная:
{\displaystyle {\vec {P}}=\chi _{e}{\vec {E}}\,} (в системе СГС) {\displaystyle \qquad {\vec {P}}=\varepsilon _{0}\chi _{e}{\vec {E}}\,} (в системе СИ).
Диэлектрическая восприимчивость связана с диэлектрической проницаемостью ε соотношением
{\displaystyle \varepsilon =1+4\pi \chi _{e}} (СГС) {\displaystyle \qquad \varepsilon =1+\chi _{e}} (СИ).
Магнитная поляризуемость характеризуется магнитной восприимчивостью {\displaystyle \chi _{m}}, являющейся коэффициентом линейной связи между намагниченностью M и напряжённостью магнитного поля H:
{\displaystyle {\vec {M}}=\chi _{m}{\vec {H}}\,} (СГС, СИ).
Магнитная восприимчивость связана с магнитной проницаемостью {\displaystyle \mu } соотношением
{\displaystyle \mu =1+4\pi \chi _{m}} (СГС) {\displaystyle \qquad \mu =1+\chi _{m}} (СИ).
Термин поляризуемость также употребляется для обозначения коэффициента, характеризующего линейную зависимость индуцированного дипольного момента атома, молекулы и т.п. от напряжённости внешнего поля, вызвавшего поляризацию диэлектрика, а для среды — также как синоним средней поляризуемости её частиц или отношения диэлектрической восприимчивости к количеству частиц в единице объема, иногда и просто как синоним диэлектрической восприимчивости.
В анизотропных кристаллах электрическая (магнитная) поляризуемость характеризуется тензором диэлектрической (магнитной) восприимчивости {\displaystyle \chi _{e}^{ij}\left(\chi _{m}^{ij}\right)}, так что связь между вектором поляризованности (намагниченности) и вектором напряжённости электрического (магнитного) поля выражается как
{\displaystyle P_{i}=\varepsilon _{0}\chi _{e}^{ij}E_{j}\,} (СИ)
{\displaystyle M_{i}=\chi _{m}^{ij}H_{j}\,} (СГС, СИ),
где по повторяющимся индексам подразумевается суммирование.
Из закона сохранения энергии можно вывести, что тензоры {\displaystyle \chi _{e}^{ij}} и {\displaystyle \chi _{m}^{ij}} симметричны:
{\displaystyle \chi _{e}^{ij}=\chi _{e}^{ji}}
{\displaystyle \chi _{m}^{ij}=\chi _{m}^{ji}}
В изотропных кристаллах недиагональные компоненты тензора тождественно равны нулю, а все диагональные равны между собой.